# ハンス・ハーン
ハンス・ハーン（Hans Hahn, 1879年9月27日 - 1934年7月24日）は、オーストリアの数学者。関数解析学、位相幾何学、集合論、変分法、実解析、秩序理論などに多くの貢献を果たした。

## 生涯
1879年、ウィーン生まれ。ウィーン工科大学で学ぶ。また、ストラスブール大学、ミュンヘン大学、ゲッティンゲン大学でも学んでいる。
1905年、ウィーン大学の教員に就く。その後、チェルニウツィー大学、ボン大学の助教授、教授を経て、1921年にウィーン大学で数学教授に就任した。哲学にも大いに関心を抱き、論理実証主義の立場に立つ科学者が定期的にウィーンで開いていた会合であるウィーン学団にも参加した。

## 研究内容・業績
数学的貢献としてはハーン-バナッハの定理や一様有界性原理がある。いずれもステファン・バナフやフーゴ・シュタインハウスとは独立に定式化したもの。他には以下の定理にも貢献している。
- ハーン分解
- ハーン埋め込み
- ハーン-マズルケヴィッチの定理
- ヴィタリ-ハーン-サックスの定理